# Renault Kangoo
Cet article concerne le modèle de véhicule automobile. Pour la série télévisée, voir Kangoo (série télévisée d'animation).
Le Renault Kangoo est la désignation commerciale de trois générations de véhicules du segment des utilitaires légers et ludospaces du constructeur automobile Renault.
La première génération a été commercialisée en 1997 puis remplacée par une seconde génération en 2007. La troisième génération est quant à elle produite depuis 2021.

## Historique
La première génération, présentée au public en novembre 1996, était disponible uniquement en version utilitaire dénommée Kangoo Express. Par la suite, dans le courant de l'année 1997, se joint la version « ludospace » destinée aux particuliers. Malgré son remplacement par la Kangoo II, la Kangoo I Express resta disponible à la vente pour un peu moins de deux ans en Europe.
La première génération de Kangoo est assemblée dans l'usine Renault de Maubeuge dans le Nord ainsi que dans l'usine Renault de Córdoba en Argentine,. 
Une deuxième génération de Kangoo basée sur le monospace Scénic et toujours fabriquée à Maubeuge est commercialisée en mai 2007.
Une nouvelle Kangoo est dévoilée en 2018 en Argentine pour remplacer la première génération vendue ici ; il s'agit d'une Dacia Dokker rebadgée. Elle est réservée à certains pays d'Amérique latine.
En avril 2019, la troisième génération de Renault Kangoo est préfigurée à 80 % par le Renault Kangoo ZE concept présenté le 23 avril 2019. Le Kangoo ZE est un véhicule électrique et, comme le futur Kangoo, il est dénué de montant central pour faciliter l'accès à bord. La troisième génération de Kangoo est dévoilée le 12 novembre 2020.

## Troisième génération (2021-)
La troisième génération de Renault Kangoo est préfigurée à 80 % par le Renault Kangoo ZE concept présenté le 23 avril 2019.

La production du modèle de série débute en 2021.

## Kangoo argentin (2018)
Le nom Kangoo est utilisé depuis 2018 en Amérique du Sud pour identifier le Dacia Dokker produit en Argentine.